# Grouvellinus subopacus
Grouvellinus subopacus là một loài bọ cánh cứng trong họ Elmidae. Loài này được Nomura miêu tả khoa học năm 1962.